# Jujurieux

Jujurieux este o comună în departamentul Ain din estul Franței.